# لورتا کلمنس تاپر
لورِتا کِـلِـمنس تاپر (انگلیسی: Loretta Clemens Tupper؛ ‏ ۶ مهٔ ۱۹۰۶ – ۱۷ سپتامبر ۱۹۹۰) بازیگر اهل ایالات متحده آمریکا بود.

## گزیده فیلم‌شناسی
- سلطان کمدی (۱۹۸۳)
- رز ارغوانی قاهره[۱] (۱۹۸۵)